# Formació del Green River

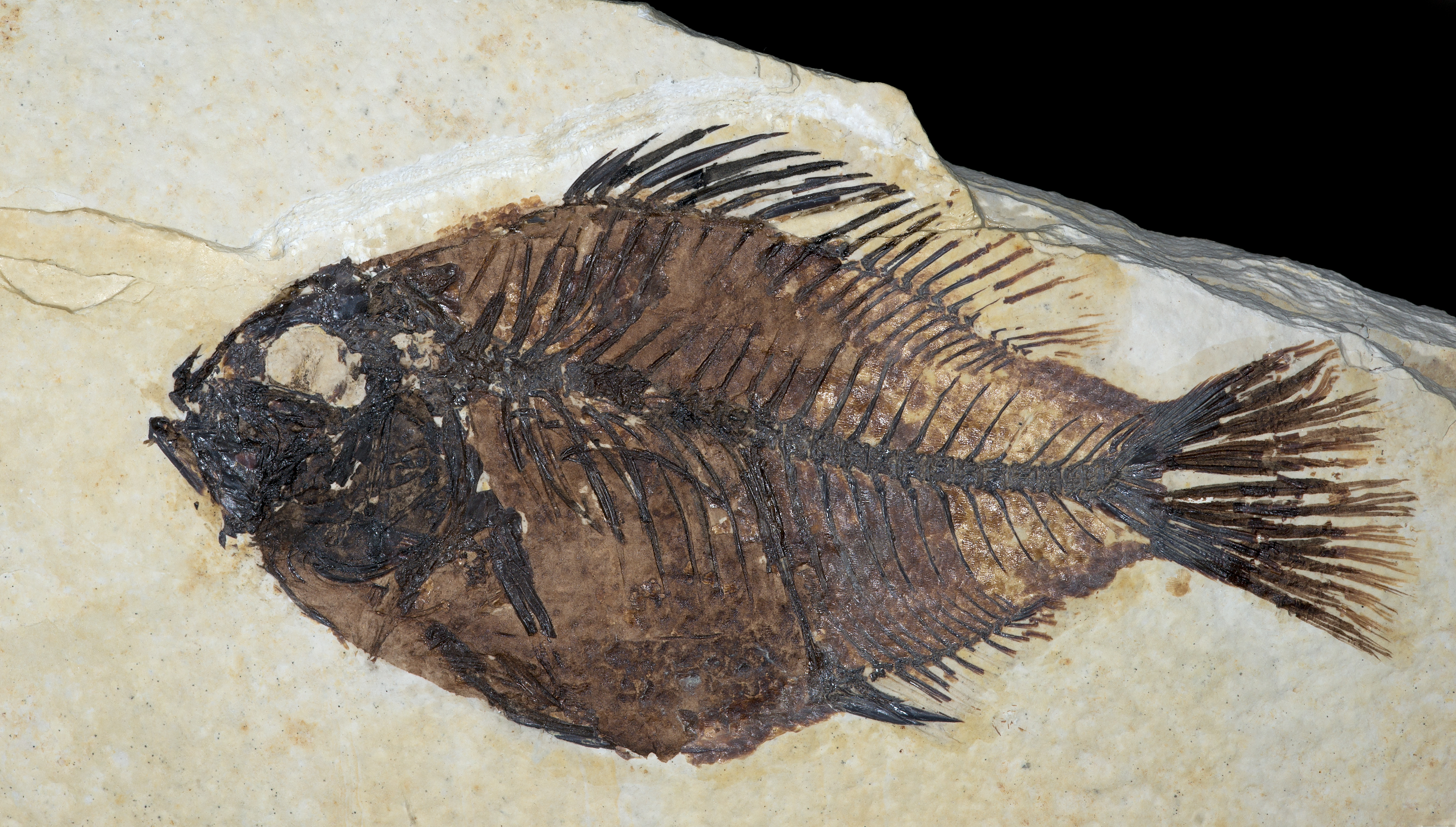
Priscacara liops, un peix de la Formació del Green River.

La Formació del Green River és una formació geològica que s'estén al nord de Utah, l'oest de Colorado i el sud-oest de Wyoming (Estats Units). Conté dues zones distintes de fangs llimosos molt fins, que destaquen per la seva conservació d'una gran diversitat de fòssils complets i detallats. La zona més productiva – anomenada zona de 18 polzades – consisteix en una sèrie de varves i capes laminades de fang que contenen molts peixos i altres fòssils i representa uns quatre mil anys de dipòsits. La segona zona fossilífera és una capa no laminada d'una mica menys de dos metres de gruix que també conté fòssils detallats, però és més difícil extreure'ls perquè no es compon de làmines separables.